# Ruta Provincial 107 (La Pampa)
La Ruta Provincial 107 es una carretera de Argentina en el sudoeste de la provincia de La Pampa. Su recorrido total es de 210 km totalmente de tierra natural.

## Recorrido
La ruta parte desde la Ruta Nacional 143 a unos 11 km al este de la localidad de Limay Mahuida. Corre de noroeste a sudeste.
Cruza la Ruta Provincial 20 en la localidad de La Reforma. La ruta sigue rumbo sur luego de cruzar el Río Chadileuvu.
Camino al sur, la ruta transita por la margen derecha del Río Chadileuvu o Chadileo hasta las lagunas Urre Lauquen, La Amarga y La Dulce en cercanías con la localidad de Puelches.
Luego de cruzar la Ruta Nacional 152 sigue en dirección sur, cruza el Río Curacó, finalizando en la Ruta Provincial 34, en el valle del Río Colorado.